# Ascain

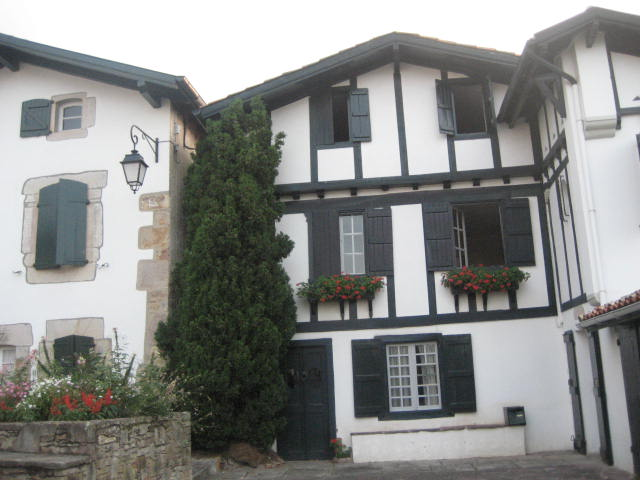
Một ngôi nhà ở Ascain

Ascain (tiếng Basque Azkaine) là một đô thị ở tỉnh Basque Labourd, nay là một xã thuộc tỉnh Pyrénées-Atlantiques trong vùng Aquitaine ở tây nam nước Pháp. Xã này nằm ở khu vực có độ cao trung bình 52 mét trên mực nước biển. Xã này có cự ly 7 km (4,3 mi) về phía đông Saint-Jean-de-Luz và Đại Tây Dương, ở chân đồi phía tây Pyrenees.